# Den grønne bro (Vilnius)
Den grønne bro (litauisk: Žaliasis tiltas) er en bro over Nerisfloden i Vilnius, Litauen, der forbinder byens centrum med bydelen Snipiskes. Den oprindelige bro blev bygget i 1500-tallet og var den første bro over Neris i Vilnius.

## Skulpturer
Den nuværende bro blev i 1952 udsmykket med fire sæt skulpturer - fremtrædende eksempler på socialistisk realisme. Hver skulptur afbildede to mennesker, der repræsenterede de sociale klasser i Sovjetunionen (soldater, arbejdere, bønder og intellektuelle). De tre af skulpturerne var 3,2 meter høje (inklusive soklen); soldaterne var 4 meter høje på grund af det hævede flag.
Efter Litauens uafhængighed i 1990 fremkom forslag om at nedrive skulpturerne, men offentligheden og intellektuelle var imod denne beslutning. I efteråret 2009 blev det planlagt at renovere skulpturelgrupperne, hvis tilstand var utilfredsstillende. Ifølge eksperter ville det koste omkring 40.000 litas.
I 2013 rejstes igen en debat om fremtiden for statuerne på initiativ af litauiske nationalister. Blandt andet Vilnius' daværende borgmester, Artūras Zuokas, vendte sig mod dem, idet han betragtede statuerne som historisk betydningsfulde kulturskatte. Zuokas fremlagde i august 2013 en plan for at renovere statuerne for $ 200.000 uden at fjerne dem fra broen.
I juli 2015 blev statuerne alligevel fjernet. Vilnius daværende borgmester Remigijus Šimašius udtalte: "Statuerne repræsenterer en løgn. Deres heroiske skildring af det sovjetiske folk er en løgn ... Statuerne er en hån mod de virkelige mennesker, der måtte leve i Litauen under den sovjetiske periode."
Broen med skulpturer blev sat under national beskyttelse (litauisk: Statusas: Valstybės saugomas) i registret over kulturelle værdier af Litauens kulturministeriums kulturarvsinstitut den 28. januar 1993 som den "Den Grønne Bro med skulpturer" (litauisk: Žaliasis tiltas su skulptūromis)